# Списък с епизоди на „Какво ново, Скуби-Ду?“
Това е списъкът с епизоди на анимационния сериал „Какво ново, Скуби-Ду?“ с оригиналните дати на излъчване в САЩ и България.

## Сезон 1
| Номер | Заглавие                                                                          | Първо излъчване в САЩ | Първо излъчване в България |
| ----- | --------------------------------------------------------------------------------- | --------------------- | -------------------------- |
| 01    | Снежното чудовище (There's No Creature Like The Snow Creature)                    | 14 септември 2002 г.  | 16 февруари 2008 г.        |
| 02    | 3-D струкция (3-D Struction)                                                      | 21 септември 2002 г.  | 1 март 2008 г.             |
| 03    | Извънземната маймуна (Space Ape at the Cape)                                      | 28 септември 2002 г.  | 23 февруари 2008 г.        |
| 04    | Големи страхотии в Ню Орлиънс (Big Scare in the Big Easy)                         | 5 октомври 2002 г.    | 8 март 2008 г.             |
| 05    | Бусът за мистерии – Зъл и зелен (It's Mean, It's Green, It's the Mystery Machine) | 26 октомври 2002 г.   | 15 март 2008 г.            |
| 06    | Вива Лас Вегас (Riva Ras Regas)                                                   | 2 ноември 2002 г.     | 22 март 2008 г.            |
| 07    | Фантома на лунапарка (Roller Ghoster Ride!)                                       | 9 ноември 2002 г.     | 29 март 2008 г.            |
| 08    | Мистичното сафари (Safari, So Goodi!)                                             | 23 ноември 2002 г.    | 5 април 2008 г.            |
| 09    | Морското чудовище (She Sees Sea Monsters by the Sea Shore)                        | 30 ноември 2002 г.    | 12 април 2008 г.           |
| 10    | Страшните играчки (Toy Scary Boo)                                                 | 1 февруари 2003 г.    | 19 април 2008 г.           |
| 11    | Камера! Светлини! Страх! (Lights! Camera! Mayhem!)                                | 15 февруари 2003 г.   | 3 май 2008 г.              |
| 12    | Зомби в Помпей (Pompeii and Circumstance)                                         | 22 февруари 2003 г.   | 10 май 2008 г.             |
| 13    | Свръхестествено (The Unnatural)                                                   | 22 март 2003 г.       | 17 май 2008 г.             |
| 14    | Коледата на Скуби-Ду (Scooby-Doo Christmas)                                       | 13 декември 2002 г.   | 24 май 2008 г.             |

## Сезон 2
| Номер | Заглавие                                                                     | Първо излъчване в САЩ | Първо излъчване в България |
| ----- | ---------------------------------------------------------------------------- | --------------------- | -------------------------- |
| 15    | Голям апетит в Малкия токио (Big Appetite In Little Tokyo)                   | 13 септември 2003 г.  | 31 май 2008 г.             |
| 16    | Мумията плаши най-добре (Mummy Scares Best)                                  | 20 септември 2002 г.  | 7 юни 2008 г.              |
| 17    | Бързи и гадни (The Fast and the Wormious)                                    | 27 септември 2003 г.  | 14 юни 2008 г.             |
| 18    | Високо-технологичната къща на страховете (High-Tech House of Horrors)        | 4 октомври 2003 г.    | 21 юни 2008 г.             |
| 19    | Скуби-Ду и Хелоуин (Scooby-Doo Halloween)                                    | 24 октомври 2002 г.   | 28 юни 2008 г.             |
| 20    | Вампирът отвръща на удара (The Vampire Strikes Back)                         | 18 октомври 2003 г.   | 5 юли 2008 г.              |
| 21    | Кучешка история (Homeward Hound)                                             | 25 октомври 2003 г.   | 12 юли 2008 г.             |
| 22    | Психаря на Сан Франциско (The San Franpsycho)                                | 20 март 2004 г.       | 19 юли 2008 г.             |
| 23    | Симпъл Плен и Пощурелия невидим човек (Simple Plan and the Invisible Madman) | 22 март 2004 г.       | 26 юли 2008 г.             |
| 24    | Рецепта за бедствие (Recipe for Disaster)                                    | 23 март 2004 г.       | 2 август 2008 г.           |
| 25    | Побеснелият дракон (Large Dragon at Large)                                   | 24 март 2004 г.       | 9 август 2008 г.           |
| 26    | Чичо Скуби и Антарктида (Uncle Scooby and Antarctica)                        | 25 март 2004 г.       | 16 август 2008 г.          |
| 27    | Ню Мексико, старо чудовище (New Mexico, Old Monster)                         | 26 март 2004 г.       | 23 август 2008 г.          |
| 28    | За Скуби всичко е на гръцки (It's All Greek to Scooby)                       | 27 март 2004 г.       | 30 август 2008 г.          |

## Сезон 3
| Номер | Заглавие                                                                                        | Първо излъчване в САЩ | Първо излъчване в България |
| ----- | ----------------------------------------------------------------------------------------------- | --------------------- | -------------------------- |
| 29    | Къща на страховете с фар (Fright House Of A Lighthouse)                                         | 29 януари 2005 г.     | 6 септември 2008 г.        |
| 30    | Тръгни на запад, млади Скуб (Go West, Young Scoob)                                              | 5 февруари 2005 г.    | 13 септември 2008 г.       |
| 31    | Свети Валентин (A Scooby-Doo Valentine)                                                         | 11 февруари 2005 г.   | 6 декември 2008 г.         |
| 32    | Кеч маниаци (Wrestle Maniacs)                                                                   | 12 февруари 2005 г.   | 20 септември 2008 г.       |
| 33    | Готови за плашене (Ready To Scare)                                                              | 19 февруари 2005 г.   | 27 септември 2008 г.       |
| 34    | Фермиран и опасен (Farmed And Dangerous)                                                        | 25 февруари 2005 г.   | 4 октомври 2008 г.         |
| 35    | Диамантите са най-добрите приятели на духовете (Diamonds Are A Ghouls Best Friend)              | 3 март 2005 г.        | 11 октомври 2008 г.        |
| 36    | Ужасяваща обиколка с ужасяващ метален клоун (A Terrifying Round With A Menacing Metallic Clown) | 12 март 2005 г.       | 18 октомври 2008 г.        |
| 37    | Лагер „Елате, искам да ви изплаша“ (Camp Comeoniwannascareya)                                   | 19 март 2005 г.       | 25 октомври 2008 г.        |
| 38    | Хонконгски ужас висок колкото блок (Block-Long Hong Kong Terror)                                | 25 март 2005 г.       | 1 ноември 2008 г.          |
| 39    | Господа, пуснете чудовищата си (Gentlemen, Start Your Monsters)                                 | 2 април 2005 г.       | 8 ноември 2008 г.          |
| 40    | Златна лапа (Gold Paw)                                                                          | 9 април 2005 г.       | 15 ноември 2008 г.         |
| 41    | Скалиста ярост (Reef Grief!)                                                                    | 16 април 2005 г.      | 22 ноември 2008 г.         |
| 42    | Електронен писък (E-Scream)                                                                     | 21 юли 2006 г.        | 29 ноември 2008 г.         |